# Liv Sansozová
Liv Sansozová (* 12. února 1977 Bourg-Saint-Maurice) je bývalá francouzská reprezentantka ve sportovním lezení, která v letech 1995-1997 zvítězila ve všech světových závodech v lezení na obtížnost.
Vítězka Rock Masteru a světového poháru, mistryně světa, Evropy, Francie a juniorská mistryně světa i Francie v lezení na obtížnost. Závodila do roku 2000, v roce 2003 se účastnila ještě tří světových závodů a v roce 2004 získala poslední medaili na mistrovství Francie.

## Výkony a ocenění
- nominace na prestižní světové závody Rock Master v italském Arcu

### Sportovní výstupy ve skalách
- 2000: 8c+

### Závodní výsledky
| Arco Rock Master | Arco Rock Master | Arco Rock Master | Arco Rock Master | Arco Rock Master |
| Rok              | 1996             | 1998             | 1999             | 2000             |
| ---------------- | ---------------- | ---------------- | ---------------- | ---------------- |
| Obtížnost        | 2                | 1                | 2                | 2                |

| Mistrovství světa | Mistrovství světa | Mistrovství světa | Mistrovství světa | Mistrovství světa |
| Rok               | 1995              | 1997              | 1999              | 2003              |
| ----------------- | ----------------- | ----------------- | ----------------- | ----------------- |
| Obtížnost         | 3                 | 1                 | 1                 | 26                |

| Světový pohár (nalevo jsou poslední závody v roce) | Světový pohár (nalevo jsou poslední závody v roce) | Světový pohár (nalevo jsou poslední závody v roce) | Světový pohár (nalevo jsou poslední závody v roce) | Světový pohár (nalevo jsou poslední závody v roce) | Světový pohár (nalevo jsou poslední závody v roce) | Světový pohár (nalevo jsou poslední závody v roce) |
| Rok                                                | 1995                                               | 1996                                               | 1997                                               | 1998                                               | 1999                                               | 2000                                               |
| -------------------------------------------------- | -------------------------------------------------- | -------------------------------------------------- | -------------------------------------------------- | -------------------------------------------------- | -------------------------------------------------- | -------------------------------------------------- |
| Obtížnost                                          | 3                                                  | 1                                                  | 2                                                  | 1                                                  | 2                                                  | 2                                                  |
| jednotlivě (x/x/x)                                 |                                                    |                                                    |                                                    |                                                    |                                                    |                                                    |
|                                                    |                                                    |                                                    |                                                    |                                                    |                                                    |                                                    |
| Bouldering                                         |                                                    |                                                    |                                                    |                                                    |                                                    |                                                    |
| jednotlivě (x/x/x)                                 |                                                    |                                                    |                                                    |                                                    |                                                    |                                                    |
|                                                    |                                                    |                                                    |                                                    |                                                    |                                                    |                                                    |
| Kombinace                                          |                                                    |                                                    |                                                    |                                                    |                                                    | 1                                                  |

| Mistrovství Evropy | Mistrovství Evropy | Mistrovství Evropy |
| Rok                | 1996               | 1998               |
| ------------------ | ------------------ | ------------------ |
| Obtížnost          | 1                  | 3                  |

| Mistrovství Francie | Mistrovství Francie | Mistrovství Francie | Mistrovství Francie | Mistrovství Francie | Mistrovství Francie | Mistrovství Francie |
| Rok                 | 1993                | 1994                | 1996                | 1998                | 1999                | 2004                |
| ------------------- | ------------------- | ------------------- | ------------------- | ------------------- | ------------------- | ------------------- |
| Obtížnost           | 3                   | 1                   | 3                   |                     | 1                   | 3                   |
| Bouldering          |                     |                     |                     | 1                   |                     |                     |

| Mistrovství světa juniorů | Mistrovství světa juniorů | Mistrovství světa juniorů | Mistrovství světa juniorů |
| Rok                       | 1994 kat A                | 1995 juniorky             | 1996 juniorky             |
| ------------------------- | ------------------------- | ------------------------- | ------------------------- |
| Obtížnost                 | 1                         | 1                         | 1                         |